# Aeródromo Las Marías
El Aeródromo Las Marías (OACI: SCVL) es un terminal aéreo ubicado junto a la ciudad de Valdivia, Provincia de Valdivia, Región de Los Ríos, Chile. Este aeródromo es de carácter público.